# 张喜云

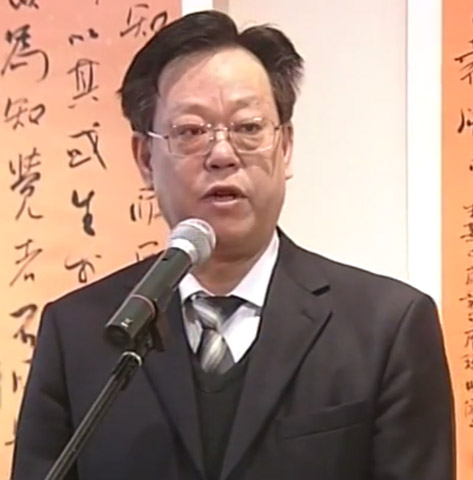
张喜云

张喜云（1955年9月—），男，河北人，中华人民共和国外交官。大学毕业。曾任中华人民共和国驻乌克兰大使。

## 生平
1997年至2000年驻俄罗斯联邦大使馆公使銜參贊。
2000年至2002年2月驻俄罗斯联邦大使馆公使。
2002年2月至2005年11月驻阿塞拜疆共和国特命全权大使。
2005年11月至2008年9月驻哈萨克斯坦共和国特命全权大使。
2006年10月至2010年7月外交部欧亚司司长。
2010年7月至2016年6月驻乌克兰特命全权大使。